# The Temple of Elemental Evil
The Temple of Elemental Evil es un videojuego de estilo Juego de rol de 2003 hecho por Troika Games. Es un remake de la aventura del clásico Dungeons & Dragons del mismo título que utiliza las reglas de la edición 3.5. Este es el único videojuego que tiene lugar en el escenario de campaña Greyhawk, y el primer videojuego en implementar el conjunto de reglas de la edición 3.5. El juego fue publicado por Atari, quién entonces tenía los derechos interactivos de la franquicia Dungeons & Dragons.